# Orawicko-Witowskie Wierchy
Orawicko-Witowskie Wierchy (słow. Oravická Magura), nazywane też Pasmem Orawicko-Witowskim lub Magurą Witowską – znajdująca się na granicy polsko-słowackiej część Pogórza Skoruszyńskiego położona między doliną Siwej Wody i Doliną Czarnego Dunajca a Bramą Orawską, doliną Cichej Wody Orawskiej, Kotliną Orawicką i Doliną Orawicką. Do Pogórza Skoruszyńskiego włączana jest w podziale fizycznogeograficznym Polski według Jerzego Kondrackiego. Słowacy nie wyróżniają takiej jednostki. Orawicko-Witowskie Wierchy w ich podziale są częścią Skoruszyńskich Wierchów, te zaś należą do Wewnętrznych Karpatach Zachodnich (Vonkajšie Západné Karpaty).
Orawicko-Witowskie Wierchy zbudowane są z warstw fliszu karpackiego (tzw. fliszu podhalańskiego). Jest to ciąg wzniesień przebiegający z północnego zachodu na południowy wschód, od północnej strony opadający do Kotliny Nowotarskiej, od południa do Rowu Podtatrzańskiego. Większa ich część znajduje się na Słowacji. Najwyższe wzniesienia to Magura Witowska (1232 m) i Przysłop Witowski (1164 m), od którego w północnym kierunku odchodzi boczny grzbiet zwany Hurchocim Wierchem.
Przez grań główną Orawicko-Witowskich Wierchów przechodzi Wielki Europejski Dział Wodny między zlewiskami Morza Czarnego i Bałtyku oraz granica polsko-słowacka. Spływające z wzniesień potoki zasilają Orawicę, jej dopływ Cichą Wodę Orawską, potok Jelešna (wszystkie w zlewni Morza Czarnego) oraz Czarny Dunajec (w zlewni Bałtyku). Wzniesienia są porośnięte lasem, ale znajdują się na nich liczne i nadal użytkowane polany.
W grani głównej Orawicko-Witowskich Wierchów kolejno znajdują się:
- Przysłop Witowski (Príslop, 1164 m),
- Magura Witowska (Magura, 1232 m),
- przełęcz 963 m,
- Maśniakowa (Mašnáková, 972 m),
- Beskid (Bieskid, 906 m)[5].

Inne wzniesienia: Bučinka (919 m), Bučník (958 m), Krúpová (1064 m).

## Szlaki turystyczne
Witów – Mnichówka – Urchoci Wierch – Przysłop Witowski – Magura Witowska. Czas przejścia na Przysłop Witowski 2h, ↓ 1:25 h
  Orawice – Magura Witowska. Czas przejścia 1:35 h, ↓ 1:10 h
  Orawice – Mašnáková – Sucha Góra Orawska